# Pointe Gris-Gris
La pointe Gris-Gris est un cap de Guadeloupe.

## Géographie
Il se situe au sud du port de Port-Louis et de la pointe de la Guérite, et au nord de la pointe Sable de Bar. L'anse du Gris-Gris présente une plage propice à la baignade qui est aussi une aire de reproduction des tortues. Il est possible de rejoindre cette plage à pied par une randonnée partant de Port-Louis.
La côte présente de Port-Louis à la pointe Sable de Bar une alternance de sables et de roches.

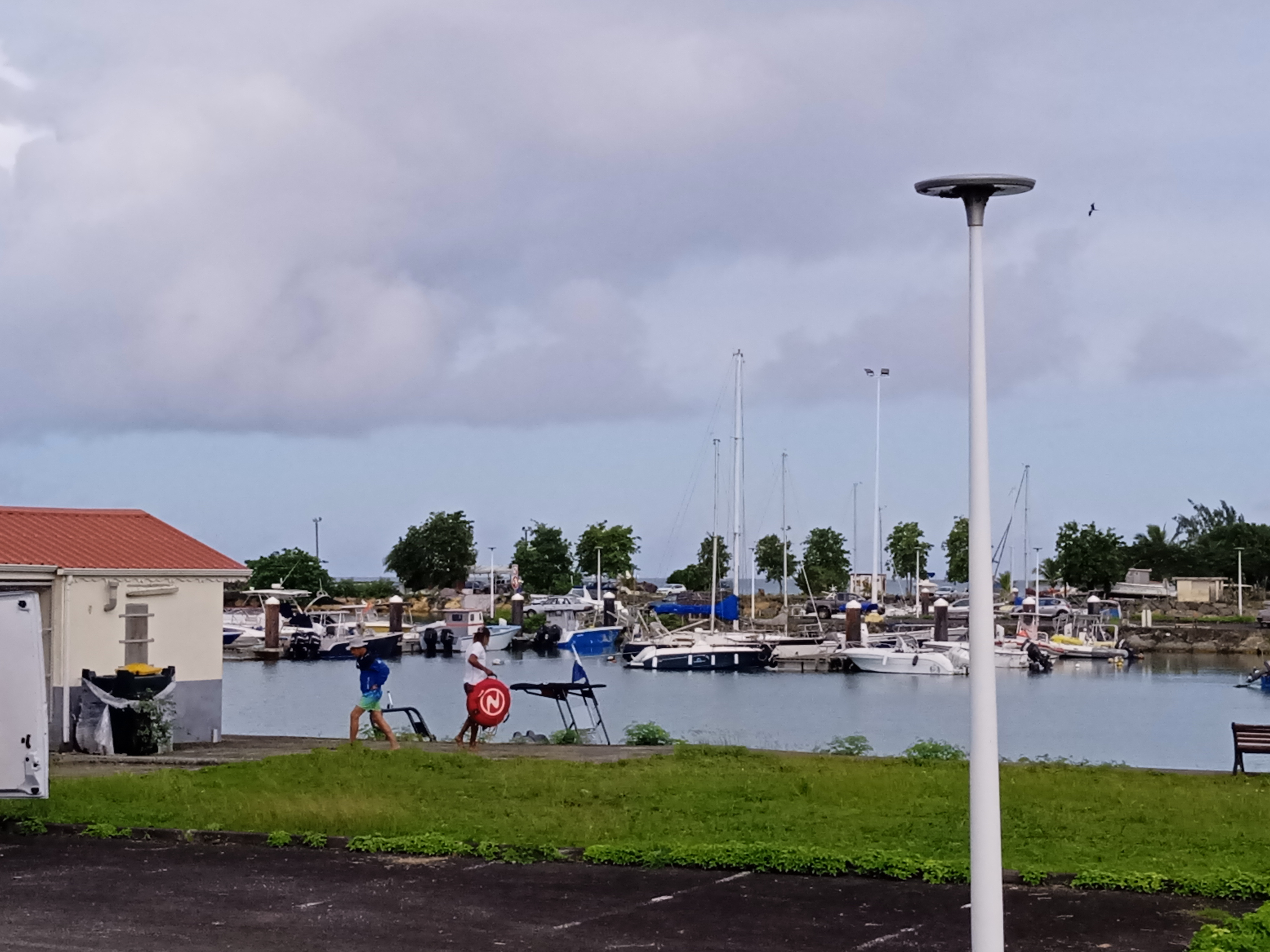
Port de Port-Louis.
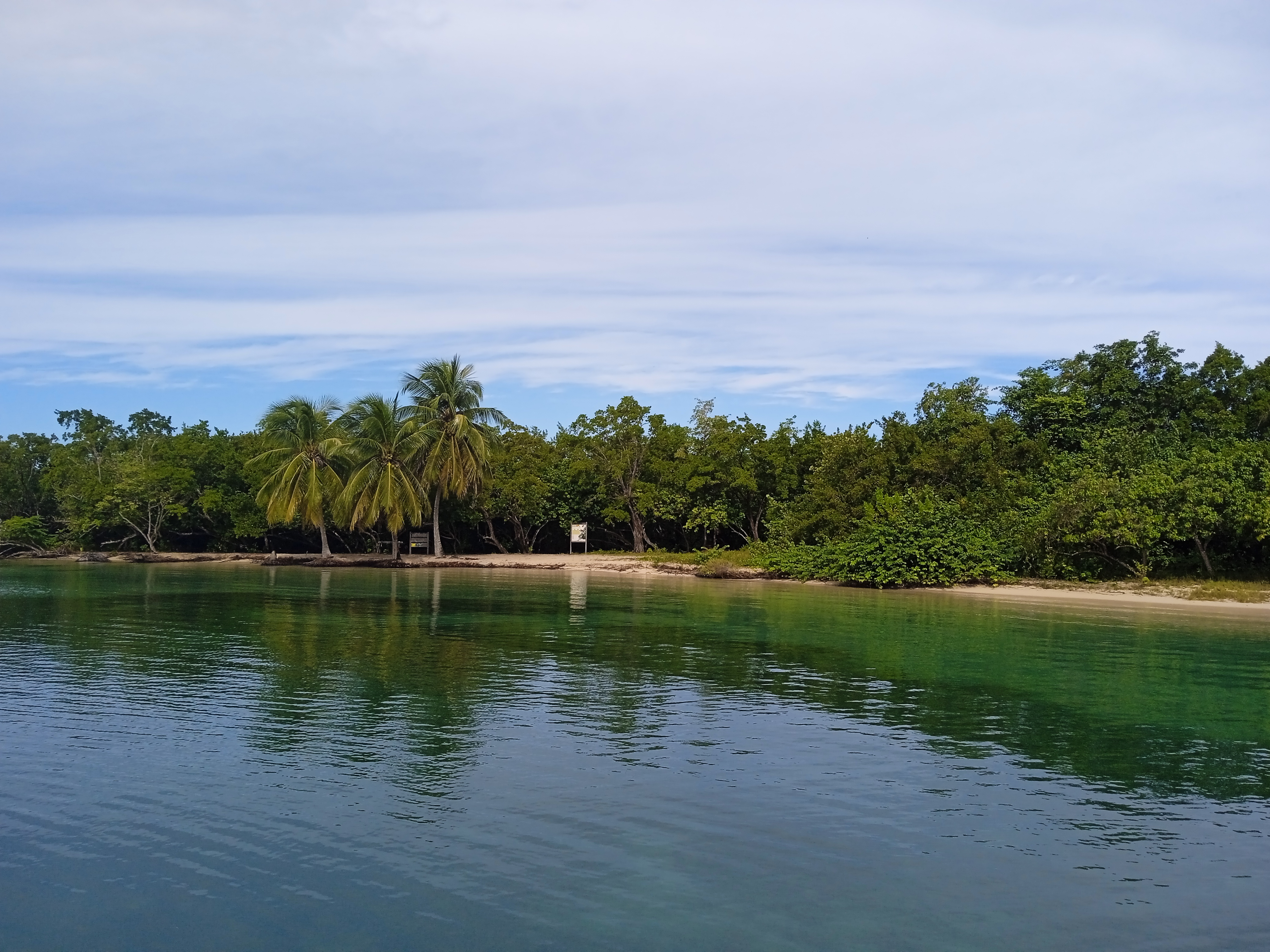
Plage de l'anse du Gris-Gris.